# 2015 у літературі

## Річниці
- 100 років з дня народження української поетеси (літературне псевдо Лариса Мурович) Лідії Мак-Тимошенко
- 31 січня — 100 років з дня народження радянського поета, перекладача Юрія Петрова

## Померли
- 11 травня — Єф Герартс, бельгійський (фламандський) письменник (народився в 1930).